# مگان دلهانتی
مگان دلهانتی (انگلیسی: Megan Delehanty؛ زادهٔ ۲۴ مارس ۱۹۶۸) قایقران روئینگ اهل کانادا بود.